# موسته (استان اشوی‌داشکسیه)
موسته (به لهستانی: Mosty) یک منطقهٔ مسکونی در لهستان است که در گمینا خنچینه واقع شده‌است. موسته ۱۳۰ نفر جمعیت دارد.